# MCLOS
Das Akronym MCLOS (manual command to line of sight; deutsch manuelle Steuerung über Sichtverbindung) bezeichnet ein Verfahren, das zur Steuerung militärischer Flugkörper, insbesondere Raketen, verwendet wird.
Beim Einsatz einer MCLOS-Rakete muss der Bediener zum einen seine Rakete und das anvisierte Ziel beobachten und gleichzeitig seine Rakete lenken. Typischerweise wird der Flugkörper mit einem Joystick gesteuert und dessen Bewegung durch ein periskopisches Zielfernrohr beobachtet. Die Raketen sind in der Regel mit einer Magnesium-Fackel, die sich automatisch beim Start entzündet, ausgestattet. Diese ermöglicht dem Schützen eine bessere optische Verfolgung der Raketenflugbahn – wie etwa bei Leuchtspurmunition.
Es erfordert viel Übung, die MCLOS-Steuerung zu beherrschen, da auch geringe Konzentrationsstörungen beim Schützen wahrscheinlich zu einem Verfehlen des Ziels führen. Die Zielgenauigkeit ist bei etwa panzergroßen Zielen – auch bei guten Schützen – recht gering, da die unruhige (teils sogar schlingernde) Flugbahn der Rakete eine rechtzeitige und rasche Korrektur erfordert. Dies zeigte sich etwa während des Angriffs arabischer Staaten auf Israel, da es wegen der Rauchwolke beim Raketenstart, der schnellen Bewegung des Ziels und besonders dem feindlichen Gegenfeuer nur wenigen Schützen von Panzerabwehrraketen gelang, ihr Ziel auch zu treffen.
Die MCLOS-Zielführung ist heutzutage größtenteils von der bedeutend einfacher zu handhabenden SACLOS-Zielführung abgelöst worden. Diese erlaubt es dem Schützen sich nur noch auf das Ziel zu konzentrieren: Der Schütze visiert das Ziel an und das System errechnet dabei anhand der von der Optik weitergegebenen Daten den Winkel zwischen der Rakete und dem Ziel. Diese Daten werden in Steuerbefehle umgesetzt, die an die Steuereinheit der Rakete weitergegeben werden.

## MCLOS-Raketen und -Lenkbomben
- Azon
- COBRA
- Fritz X
- Henschel Hs 293
- Ruhrstahl X-4
- Wasserfall-Rakete
- SS.11
- ENTAC
- Blowpipe
- 9K11 Maljutka
- Vickers Vigilant
- Saab Rb 05A